# Diaphoropeza mayensis
Diaphoropeza mayensis är en tvåvingeart som beskrevs av Townsend 1929. Diaphoropeza mayensis ingår i släktet Diaphoropeza och familjen parasitflugor.
Artens utbredningsområde är Peru. Inga underarter finns listade i Catalogue of Life.